# Кларксбург (Індіана)
Кларксбург (англ. Clarksburg) — переписна місцевість (CDP) в США, в окрузі Декатур штату Індіана. Населення — 127 осіб (2020).

## Географія
Кларксбург розташований за координатами 39°26′7″ пн. ш. 85°20′50″ зх. д. / 39.43528° пн. ш. 85.34722° зх. д. (39.435284, -85.347205).  За даними Бюро перепису населення США в 2010 році переписна місцевість мала площу 1,24 км², уся площа — суходіл.

## Демографія
Згідно з переписом 2010 року, у переписній місцевості мешкало 149 осіб у 52 домогосподарствах у складі 38 родин. Густота населення становила 120 осіб/км².  Було 56 помешкань (45/км²).
Расовий склад населення:
| - 99,3 % — білих |

До двох чи більше рас належало 0,7 %. Частка іспаномовних становила 0,0 % від усіх жителів.
За віковим діапазоном населення розподілялося таким чином: 24,2 % — особи молодші 18 років, 55,7 % — особи у віці 18—64 років, 20,1 % — особи у віці 65 років та старші. Медіана віку мешканця становила 42,2 року. На 100 осіб жіночої статі у переписній місцевості припадало 119,1 чоловіків;  на 100 жінок у віці від 18 років та старших — 126,0 чоловіків також старших 18 років.
Цивільне працевлаштоване населення становило 227 осіб. Основні галузі зайнятості: науковці, спеціалісти, менеджери — 32,6 %, виробництво — 26,9 %, роздрібна торгівля — 22,0 %.